# Tafrant
Tafrant (franska: Tafrant (CR), Tafrant (Commune Rurale), arabiska: عين مديونة) är en kommun i Marocko.   Den ligger i provinsen Taounate och regionen Fès-Meknès, i den nordöstra delen av landet, 170 km öster om huvudstaden Rabat. Antalet invånare är 13 622.